# Shandong Energy Group
Die Shandong Energy Group Co. Ltd. (chinesisch:山东能源集团有限公司) ist ein chinesisches staatliches Kohlebergbauunternehmen, das im Jahr 2011 gegründet wurde. Es hat seinen Hauptsitz in Jinan, Shandong und ist das zweitgrößte chinesischen Kohleunternehmen. Der Umsatz betrug im Jahr 2020 97,86 Milliarden US-Dollar, das Unternehmen beschäftigt aktuell 173.645 Mitarbeiter.

## Geschichte
Die Gruppe wurde im März 2011 durch die Fusion von sechs bestehenden Kohlebergbauunternehmen gegründet. Bei diesen Unternehmen handelte es sich um Xinwen Mining Group, Zaozhuang Mining Group, Zibo Mining Group, Feicheng Mining Group, Linyi Mining Group und Longkou Mining Group.
Shandong und die Yankuang Group fusionierten im Jahr 2020 im Zuge einer Welle von Fusionen staatlicher Unternehmen in ganz China. Die neue Muttergesellschaft behielt den Namen Shandong Energy Group.